# Pedaliodes manis
Pedaliodes manis är en fjärilsart som beskrevs av Kirby 1871. Pedaliodes manis ingår i släktet Pedaliodes och familjen praktfjärilar. Inga underarter finns listade i Catalogue of Life.